# Futakoi
Futakoi (яп. 双恋 Футакой, в переводе — «Любовь близнецов») — аниме-сериал, показанный в Японии в 2004 году. Год спустя вышел его сиквел, сюжетно не связанный с оригиналом, под названием Futakoi Alternative. В обоих сериалах по 13 эпизодов.

## Сюжет
Аниме рассказывает о Нодзому Футами, который вернулся в город, где родился и рос. Там он встречает за один день целых три пары близняшек, которые и влюбляются в него.

## Персонажи
Нодзому Футами (яп. 二見望) — главный герой. Друг детства близняшек Итидзё, он также помогает близняшкам Сакурадзуки преодолеть «испытания», устроенные их отцом.
Сэйю: Такаги Мотоки
Кэйсукэ Косака (яп. 古坂佳右) — старый друг Нодзому, который был с ним знаком ещё когда Нодзому жил в городе в первый раз.
Сэйю: Рэйко Киути
Сумирэко Итидзё (яп. 一条董子 Итидзё Сумирэко) — близняшки, подруги детства Нодзому. Они ходят в ту же школу, что и он. Обе испытывают к нему чувства. Когда они были совсем маленькими, то пообещали, что обе выйдут за него замуж. Они держат свои чувства в тайне как друг от друга, так и от других.
Сэйю: Ами Косимидзу
Каоруко Итидзё (яп. 一条薫子 Итидзё Каоруко) — близняшки, подруги детства Нодзому. Они ходят в ту же школу, что и он. Обе испытывают к нему чувства. Когда они были совсем маленькими, то пообещали, что обе выйдут за него замуж. Они держат свои чувства в тайне как друг от друга, так и от других.
Сэйю: Хориэ Юй
Юра Сакурадзуки (яп. 桜月ユラ Сакурадзуки Юра) — близняшки, живущие богатой жизнью в своём особняке. Им обеим по 15 лет. Так как их отец часто путешествует, то заботится о девочках в основном дворецкий. Они вынуждены выполнять множество «тестов», написанных их отцом, чтобы иметь возможность влиться в общество и жить, как обычные старшеклассницы. В отличие от сестёр Итидзё, Кира и Юра сообща пытаются завоевать расположение Нодзому.
Сэйю: Хироми Цунакакэ
Кира Сакурадзуки (яп. 桜月キラ Сакурадзуки Кира) — близняшки, живущие богатой жизнью в своём особняке. Им обеим по 15 лет. Так как их отец часто путешествует, то заботится о девочках в основном дворецкий. Они вынуждены выполнять множество «тестов», написанных их отцом, чтобы иметь возможность влиться в общество и жить, как обычные старшеклассницы. В отличие от сестёр Итидзё, Кира и Юра сообща пытаются завоевать расположение Нодзому.
Сэйю: Ицуки Юй
Рара Хинагику (яп. 雛菊らら Хинагику Рара) — самые молодые близняшки, живущие вместе с Нодзому, своей матерью Мияби и домашней козой Билли. Они очень сильно привязаны к Нодзому и видят в нём будущего мужа, что заставляет Билли ревновать.
Сэйю: Отиай Юрика
Руру Хинагику (яп. 雛菊るる Хинагику Руру) — самые молодые близняшки, живущие вместе с Нодзому, своей матерью Мияби и домашней козой Билли. Они очень сильно привязаны к Нодзому и видят в нём будущего мужа, что заставляет Билли ревновать.
Сэйю: Хасэгава Сидзука
Уй Тигуса (яп. 千草初 Тигуса Уй) — близняшки, дочери ветеринара. Они помогают своему отце в клинике. Нодзому знакомится с ними, когда ведёт Билли в клинику.
Сэйю: Ёсидзуми Кодзуэ
Кой Тигуса (яп. 千草恋 Тигуса Кой) близняшки, дочери ветеринара. Они помогают своему отце в клинике. Нодзому знакомится с ними, когда ведёт Билли в клинику.
Сэйю: Куватани Нацуко
Ай Момой (яп. 桃衣愛 Момой Ай) — наиболее взрослые близняшки в сериале. Ай — учительница в классе Нодзому, Киры, Юры и Кэйсукэ, а Май — медсестра в той же школе.
Сэйю: Такахаси Тиаки
Май Момой (яп. 桃衣舞 Момой Май) — наиболее взрослые близняшки в сериале. Ай — учительница в классе Нодзому, Киры, Юры и Кэйсукэ, а Май — медсестра в той же школе.
Сэйю: Санго Минако
Сара Сироганэ (яп. 白鐘沙羅 Сироганэ Сара) — близняшки, одинаковые во всём, кроме характеров: Сёдзю кроткая и болезненная, в то время как её сестра Сара резкая и энергичная. Нодзому впервые встречает Сёдзю, когда та рисует около святыни. Сара желает, чтобы Нодзому был предан только ей. Через некоторое время сёстры покидают город, но в конце сериала возвращаются.
Сэйю: Каори Мидзухаси
Сёдзю Сироганэ (яп. 白鐘双樹 Сироганэ Сёдзю) — близняшки, одинаковые во всём, кроме характеров: Сёдзю кроткая и болезненная, в то время как её сестра Сара резкая и энергичная. Нодзому впервые встречает Сёдзю, когда та рисует около святыни. Сара желает, чтобы Нодзому был предан только ей. Через некоторое время сёстры покидают город, но в конце сериала возвращаются.
Сэйю: Кадоваки Май